# Dimitri Le Boulch
Dimitri Le Boulch (Parijs, 20 februari 1989) is een Frans wielrenner die anno 2012 uitkomt voor BigMat-Auber 93.
In 2007 werd hij tweede op het Franse kampioenschap voor junioren en won hij onder meer de GP Général Patton, een grote wielerkoers voor junioren.

## Belangrijkste overwinningen
2012
- 7e etappe Ronde van Bretagne